# Port lotniczy Amdierma
Port lotniczy Amdierma (IATA: AMV, ICAO: ULDD, ros. Аэропорт Амдерма) – rosyjski port lotniczy na osiedlu Amdierma (Nieniecki Okręg Autonomiczny.
28 marca 1935 na piaszczystej drodze osiedla Amdierma wylądował pierwszy samolot, tak rozpoczął działalność przyszły port lotniczy, który 25 października 1950 rozkazem szefa Zarządu Lotnictwa Polarnego został ujęty jako pierwszoklasowy. Przez 10 miesięcy 1950 port przyjął 747 samolotów, przyleciało 2735, a odleciało 2941 pasażerów; przyjęto 207 i odprawiono 260 ton ładunków, przyjęto 46 i odprawiono 38 ton przesyłek pocztowych.
W 1956 w ramach wojskowych prac inżynieryjnych ukończono betonową drogę startową o wymiarach 2600 na 50, co pozwoliło na przyjmowanie ciężkich samolotów typu Ił-76 lub Ił-86. Miało to duże znaczenie zarówno ze względu na możliwość zabezpieczenia stacji polarnych i północnych dróg żeglugowych, jak i ze względów militarnych i zabezpieczenia północnych granic arktycznych ZSRR.
W 1961 port lotniczy Amdierma w składzie Zarządu Lotnictwa Polarnego zostaje przekazany lotnictwu cywilnemu, w 1964 rozpoczyna działalność całodobową.
W latach 70 XX wieku ruch lotniczy w porcie dosięga 10 samolotów dziennie, przede wszystkim Ił-18. Przed portem otwierają się nowe perspektywy związane z odkryciem złóż gazu na Półwyspie Jamalskim oraz na szelfie Morza Barentsa i Morza Karskiego. Port obsługuje połączenia między innymi z Moskwą, Archangielskiem i Workutą. 

## Linie lotnicze i połączenia
| Linia Lotnicza | Kierunek      |
| -------------- | ------------- |
| Smartawia      | 1. Narjan-Mar |